# آماکوسا ایرلاینز
آماکوسا ایرلاینز (به انگلیسی: Amakusa Airlines) یک شرکت هواپیمایی است که در تاریخ ۱۲ اکتبر ۱۹۹۸ میلادی تأسیس شده و در تاریخ ۲۳ مارس ۲۰۰۰ فعالیتش را آغاز کرده‌است. دفتر مرکزی آماکوسا ایرلاینز در آماکوسا،، استان کوماموتو، ژاپن واقع شده‌است و به ۴ مقصد، پرواز مستقیم انجام می‌دهد.